# 中世ファンタジー
中世ファンタジー（英：medieval fantasy）は、ファンタジーのサブジャンルの一つで、主に中世ヨーロッパをモチーフにした異世界の中で繰り広げられる出来事を扱う。作品によっては架空の歴史の出来事を描いている場合もある。ハイ・ファンタジーにも通じる。

## 代表的作品

### 小説
- J・R・R・トールキン - 『指輪物語』シリーズ
- C・S・ルイス - 『ナルニア国物語』シリーズ
- ジョージ・R・R・マーティン - 『氷と炎の歌』シリーズ
- デイヴィッド・エディングス - 『ベルガリアード物語』シリーズ

### ゲーム
- ダンジョンズ&ドラゴンズ
- ファイティング・ファンタジー
- ウィザードリィ
- ウォークラフト
- The Elder Scrollsシリーズ
- Dragon Age: Origins
- ネヴァーウィンター・ナイツ

## 日本国内作品

### 小説
- 水野良 - 『ロードス島戦記』
- 深沢美潮 - 『フォーチュン・クエスト』
- 栗本薫 - 『グイン・サーガ』
- 田中芳樹 - 『アルスラーン戦記』
- 竹河聖 - 『風の大陸』
- 神坂一 - 『スレイヤーズ』
- 榊一郎 - 『スクラップド・プリンセス』
- 支倉凍砂 - 『狼と香辛料』
- ヤマグチノボル - 『ゼロの使い魔』
- 橙乃ままれ - 『まおゆう魔王勇者』

### 漫画
- 和田慎二 - 『ピグマリオ』
- 三浦建太郎 - 『ベルセルク』
- ひかわきょうこ - 『彼方から』
- 田中久仁彦 - 『秘境探検ファム&イーリー』
- 平野耕太 - 『ドリフターズ』
- 塩野干支郎次 - 『ユーベルブラット』
- 九井諒子 - 『ダンジョン飯』
- 牧野博幸 - 『勇者カタストロフ!!』
- 増田晴彦 - 『風の騎士団』

### アニメ
- 太陽の王子 ホルスの大冒険
- 神秘の世界エルハザード
- 天空のエスカフローネ
- 覇王大系リューナイト
- アリーテ姫
- 円卓の騎士物語 燃えろアーサー
- ぷちぷり*ユーシィ
- さよならの朝に約束の花をかざろう

### ゲーム
- ソード・ワールドRPG
- ヴァルキリープロファイルシリーズ
- 世界樹の迷宮シリーズ
- ゼルダの伝説シリーズ
- ドラゴンクエストシリーズ
- ファイナルファンタジーシリーズ
- ファイアーエムブレムシリーズ
- ブレイブリーシリーズ
- タクティクスオウガ
- ウィザーズクライマー
- エターナル・キングダム〜滅びの魔女と伝説の剣〜
- カオスブレイカー
- セブン=フォートレスRPG
- ひとがたルイン